# Aeroportul Waterbury-Oxford
Aeroportul Waterbury-Oxford (IATA: OXC, ICAO: KOXC, FAA LID: OXC) este un aeroport din Connecticut, Statele Unite ale Americii. Aeroportul a fost tranzitat în 2019 de 256 de pasageri.
Situat la o altitudine de 221 m, aeroportul dispune de 1 pistă.

## Infrastructură

### Piste
Aeroportul dispune de o singură pistă. Pista 18/36 are suprafața de asfalt și dimensiunile 5.800 picioare × 100 picioare. 